# PKCS 1
Título a ser usado para criar uma ligação interna é PKCS 1.
O PKCS #1 é a primeira versão do PKCS, definido na RFC 8017. O PKCS #1 define os parâmetros do algoritmo RSA e o formato em que as chaves pública e privada geradas por ele são armazenadas, ASN.1, representadas pelos pares de números primos (n, d) e (n, e), respectivamente o módulo e expoente privados e públicos.

## Ataques
Múltiplos ataques foram descobertos contra a versão 1.5 do PKCS #1. Em 1998, Daniel Bleichenbacher publicou um artigo em seminário sobre um ataque de cifrotexto escolhido adaptativo ao qual o PKCS #1 era vulnerável nessa versão e que ficou conhecido como "o ataque de um milhão de mensagens". A versão 2.0 do PKCS #1 previne tais ataques. Em 2006 um novo ataque que atinge a versão 1.5 foi descoberto, apesar dela já ter sido remediada na 2.0.